# Monastère royal de Santa María de Guadalupe
Le monastère royal de Santa María de Guadalupe (en espagnol : Real Monasterio de Santa María de Guadalupe) est un édifice monastique du XIVe siècle situé à Guadalupe, dans la province de Cáceres de la communauté autonome d'Estrémadure en Espagne. Il fut le plus important monastère du pays pendant plus de quatre siècles, les pèlerins y vénérant la Vierge de Guadalupe. Il est inscrit sur la liste de l’UNESCO du patrimoine mondial.

## Histoire
L’origine du monastère date du XIIIe siècle, lorsqu’un berger de Cáceres appelé Gil Cordero, découvrit sur la berge de la rivière Guadalupe une statue de la Vierge qui avait apparemment été cachée par les habitants de la région pour la préserver des envahisseurs Maures en 714. Une chapelle fut d’abord édifiée à l’endroit de cette découverte. Le roi Alphonse XI qui visitait fréquemment la chapelle, était venu y invoquer Santa Maria de Guadalupe à la veille de la bataille de Tarifa (ou « bataille de Rio Salado »), lors de la Reconquista.
Après avoir gagné cette bataille, dont il attribua la victoire à l’intervention de la Vierge, il fit de la chapelle un sanctuaire royal et fit commencer un important programme de construction.
 
En 1389, les moines Hiéronymites firent du monastère leur résidence principale. 
Le monastère est associé avec le « Nouveau monde » où « Notre Dame de Guadalupe » est révérée dans la basilique mexicaine de Guadalupe et dans d’autres lieux. C’est en ce lieu de l’Estremadure que Christophe Colomb fit son premier pèlerinage après sa découverte de l’Amérique en 1492 et ce fut dans ce lieu qu’il vint remercier pour cette découverte. En son hommage, il baptisera lors de son deuxième voyage Santa Maria de Guadalupe de Estremadura l'île aujourd'hui connue sous le nom de Guadeloupe.
Même après que les moines eurent fondé le fameux monastère d'Escorial, plus proche de Madrid, Santa Maria de Guadelupe conserva la protection royale. Il resta le plus important cloître d’Espagne jusqu’à la sécularisation des monastères en 1835. 
Au XXe siècle, le monastère fut réanimé par l’ordre des Franciscains et le pape Pie XII fit du lieu une « basilique papale mineure » en 1955.

## Architecture
L'architecture du monastère a évolué au cours des siècles. 
Elle reste dominée par l'église principale, construite par Alphonse XI et ses successeurs aux XIVe siècle et XVe siècle. La chapelle du XVIe siècle relie l'église avec la sacristie baroque richement décorée et présentant des peintures de Zurbaran. Le projet initial du retable du maître-autel est de Juan Gómez de Mora, mais la plupart des travaux ont été réalisés par Giraldo de Merlo.
Derrière la basilique, on trouve Camarin de la Virgen, une structure baroque (construire de 1687 à 1696) avec une impressionnante Chambre de la Vierge en stuc et neuf peintures de Luca Giordano. Le joyau de cet espace est le trône sur lequel se trouve la statue de la Vierge qui donna son nom au monastère.
Le cloître mudéjar, le cloître gothique plus récent et la nouvelle église, commandée par un descendant de Christophe Colomb en 1730, font partie des autres bâtiments notables. Le palais d'Isabelle de Castille (1487 à 1491) a été démoli en 1856.

## Galerie

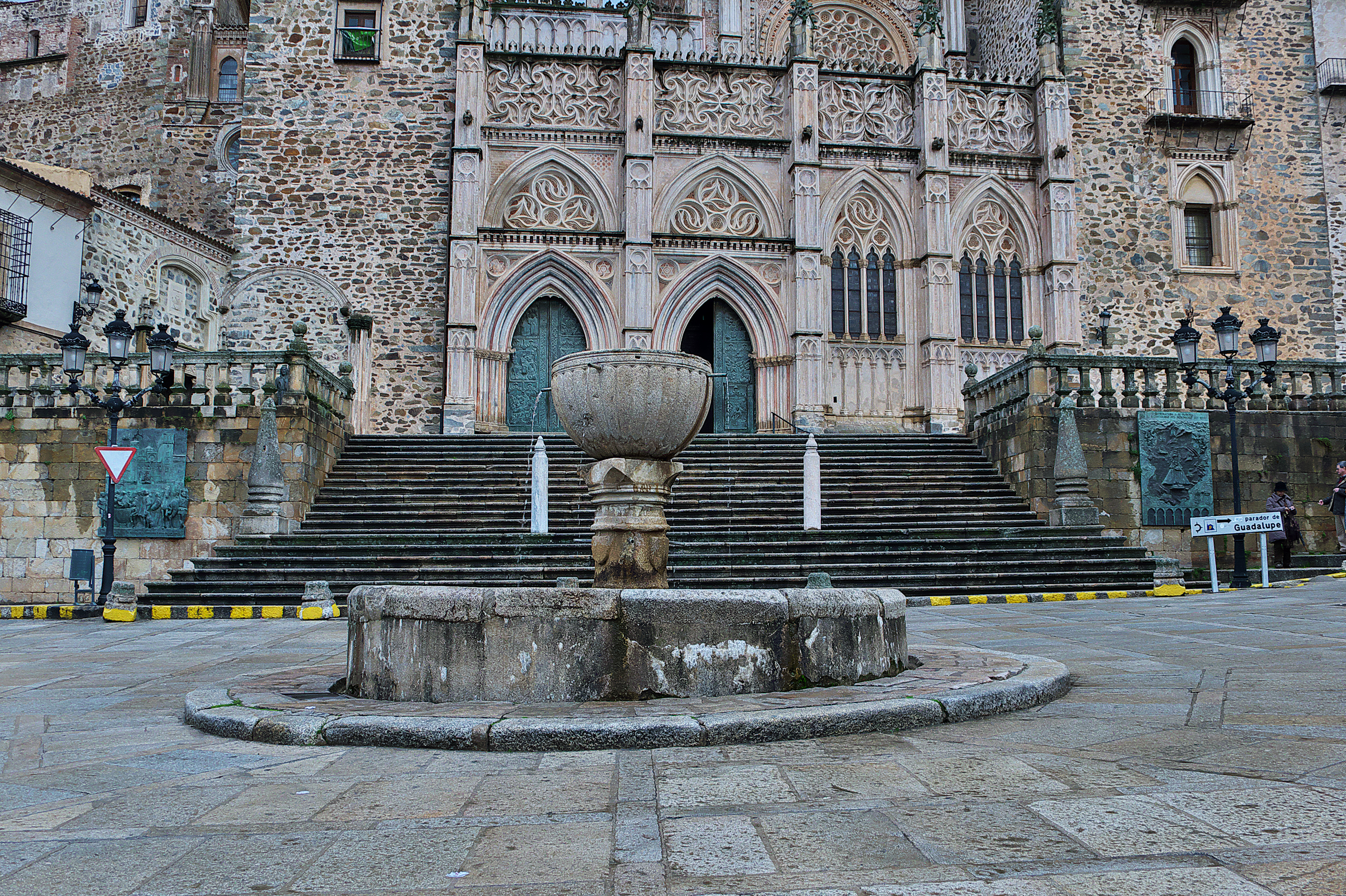
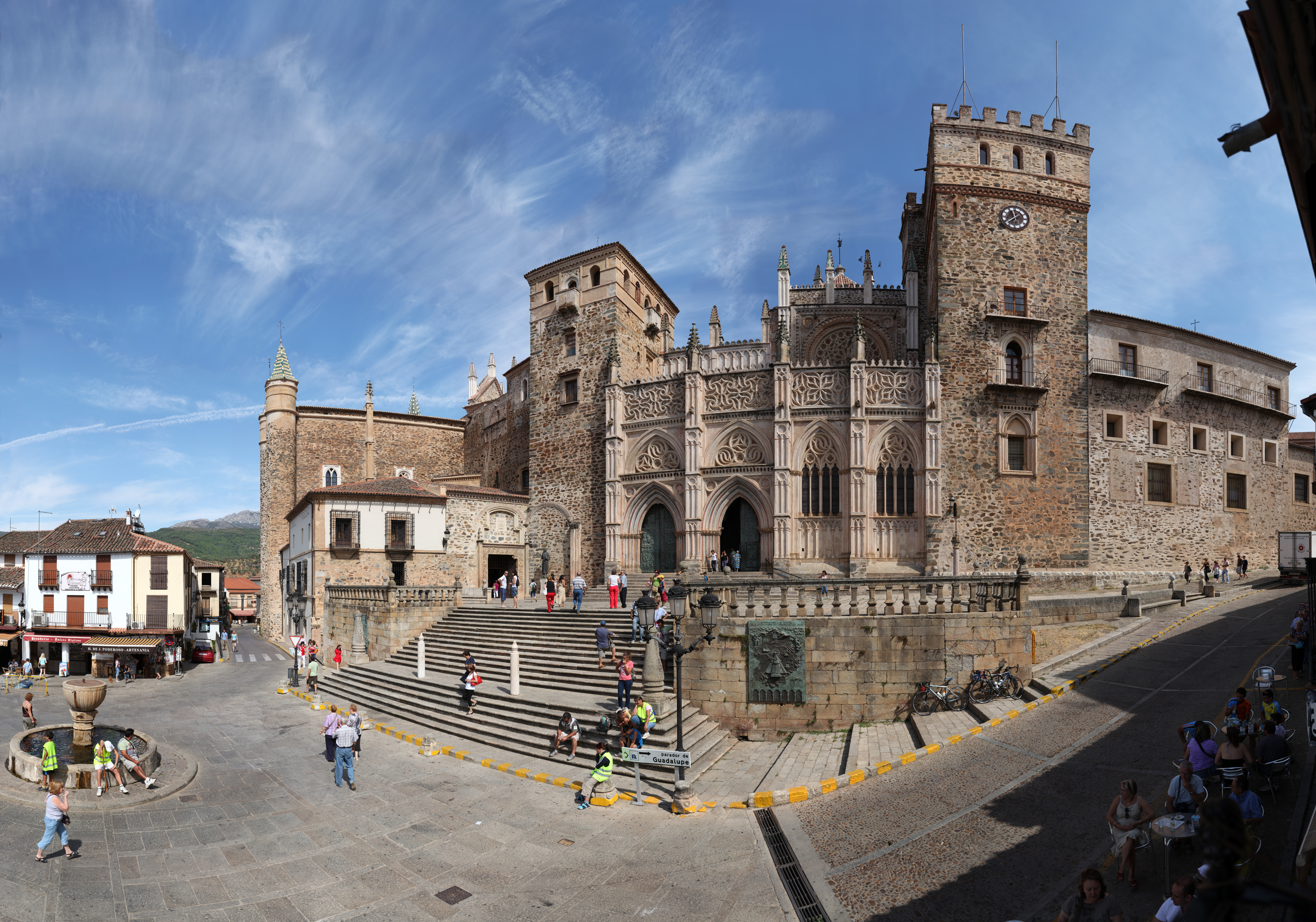
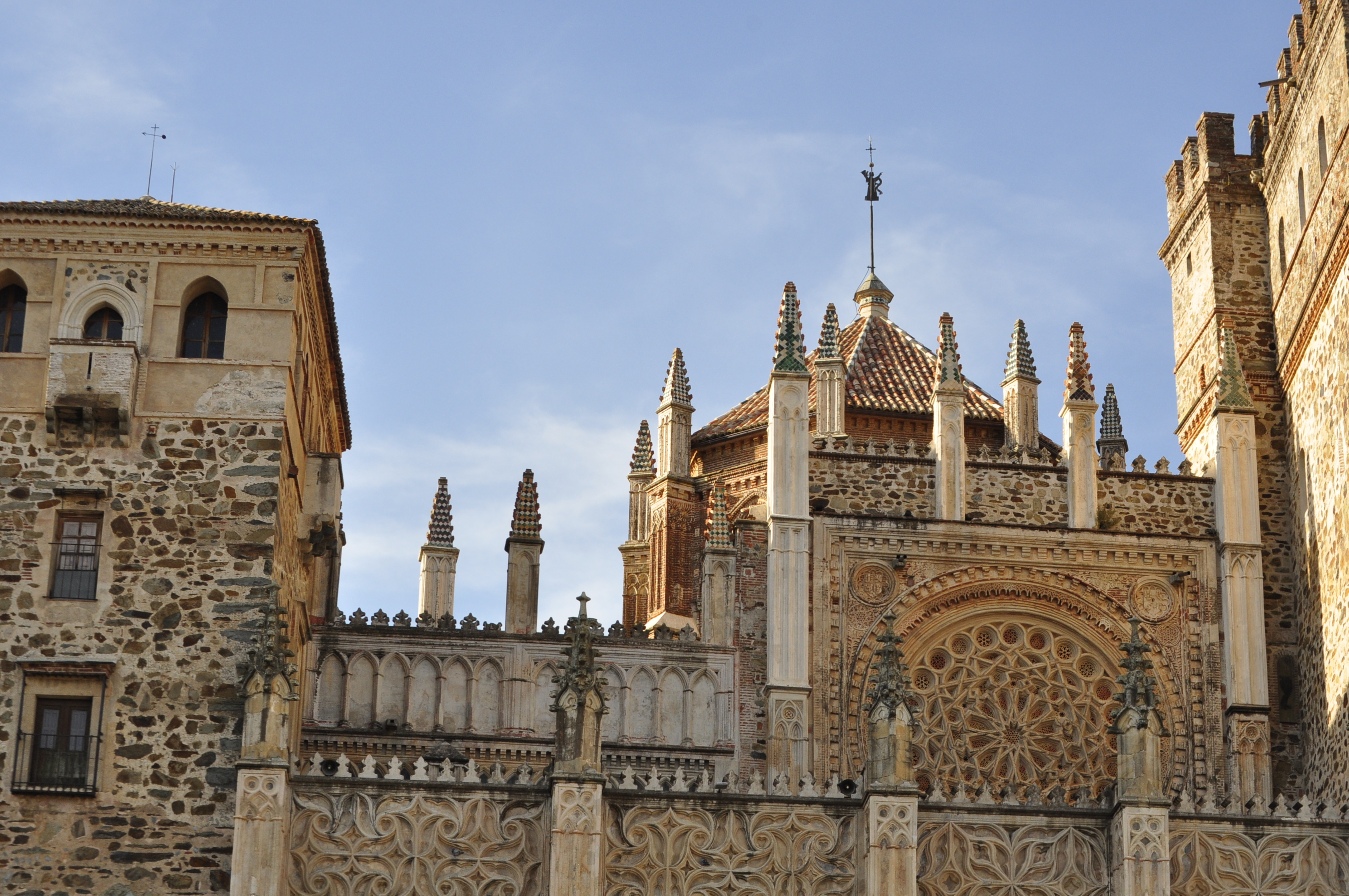
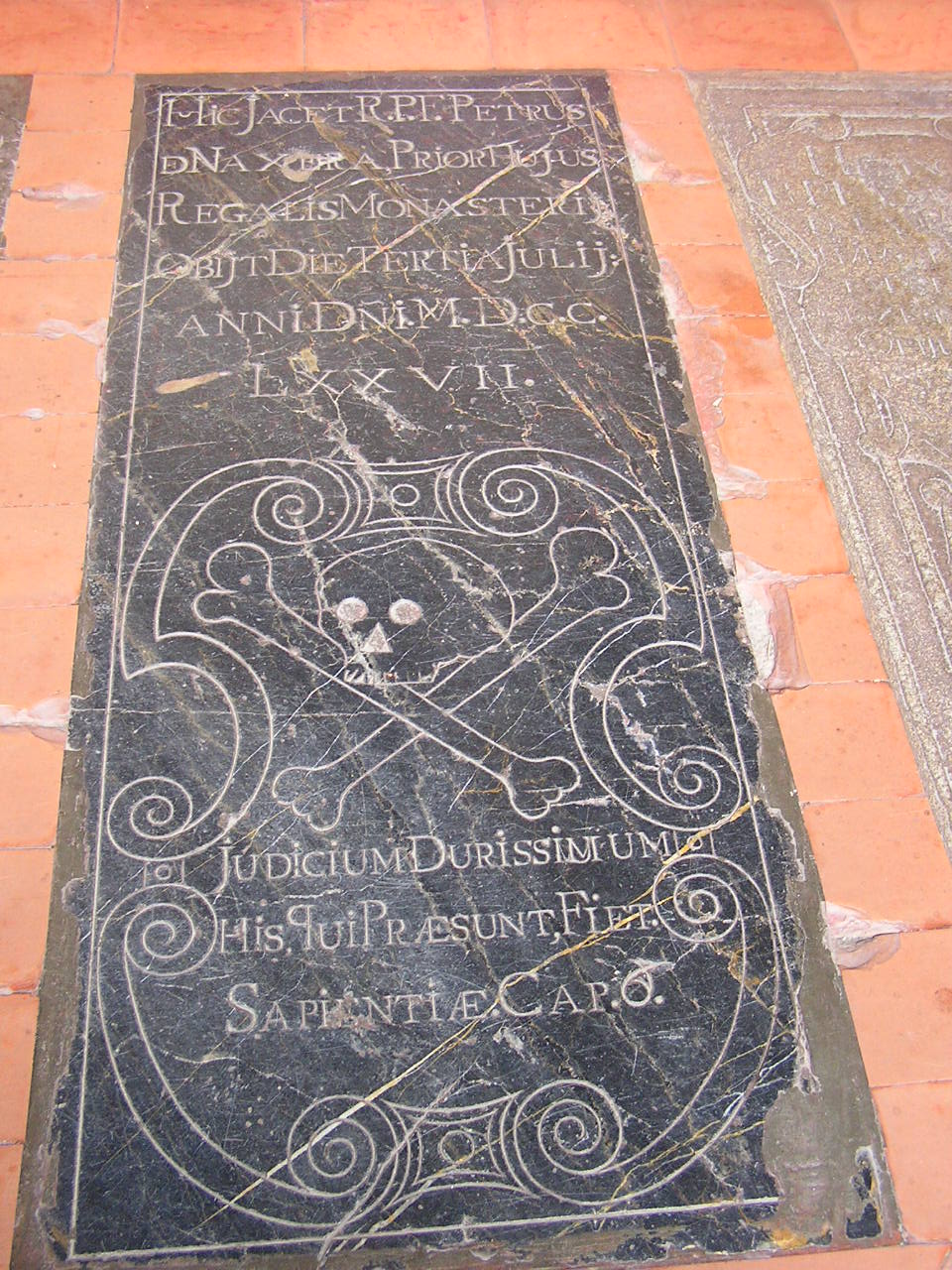
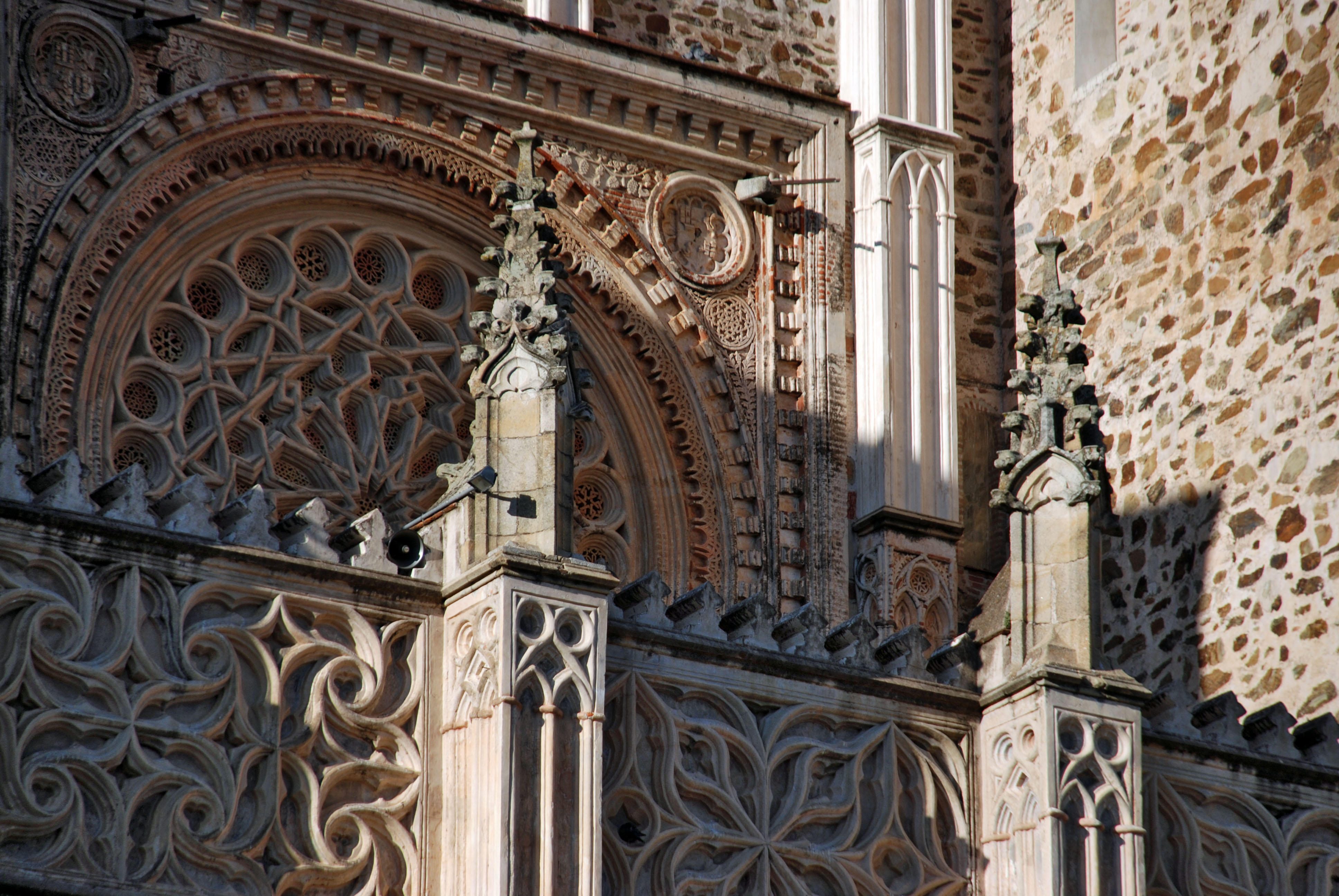
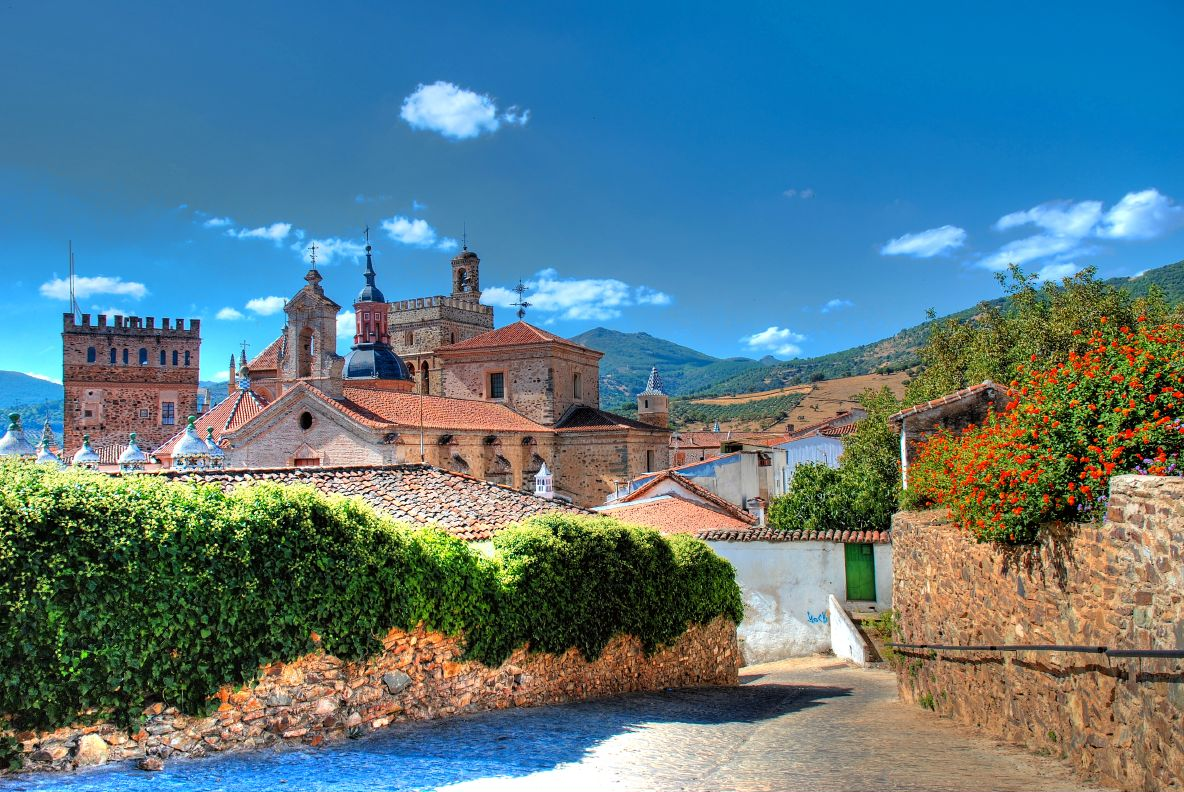
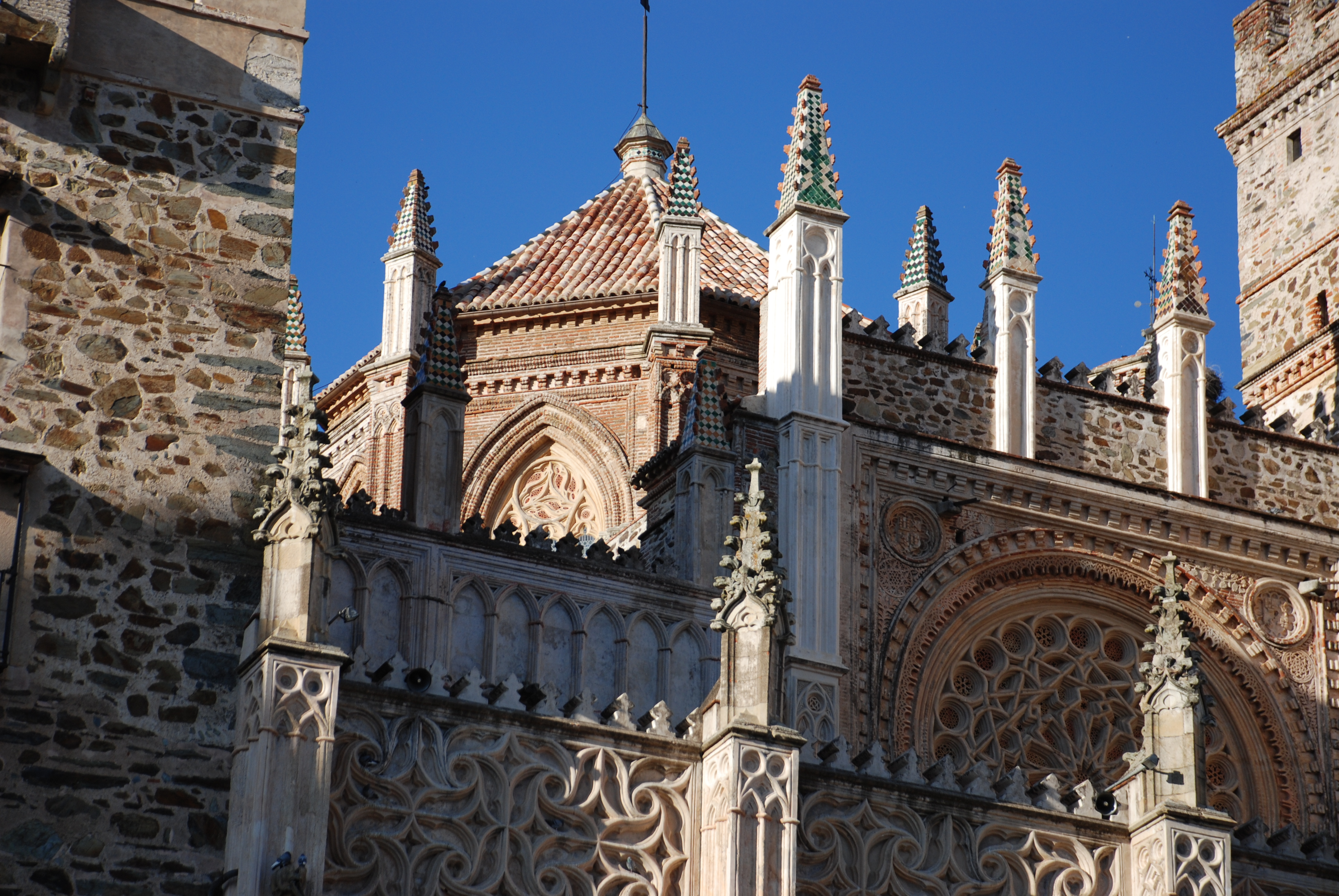
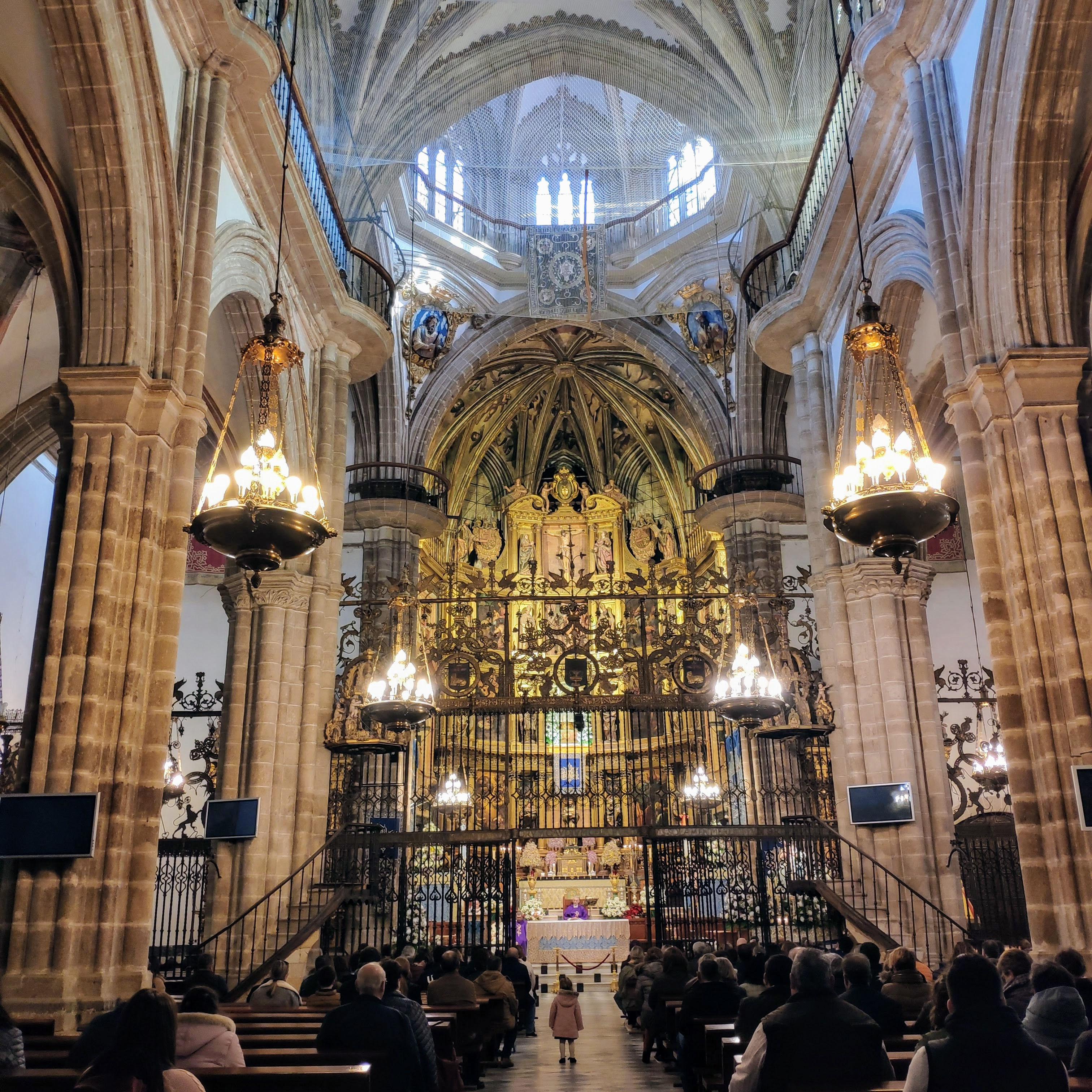
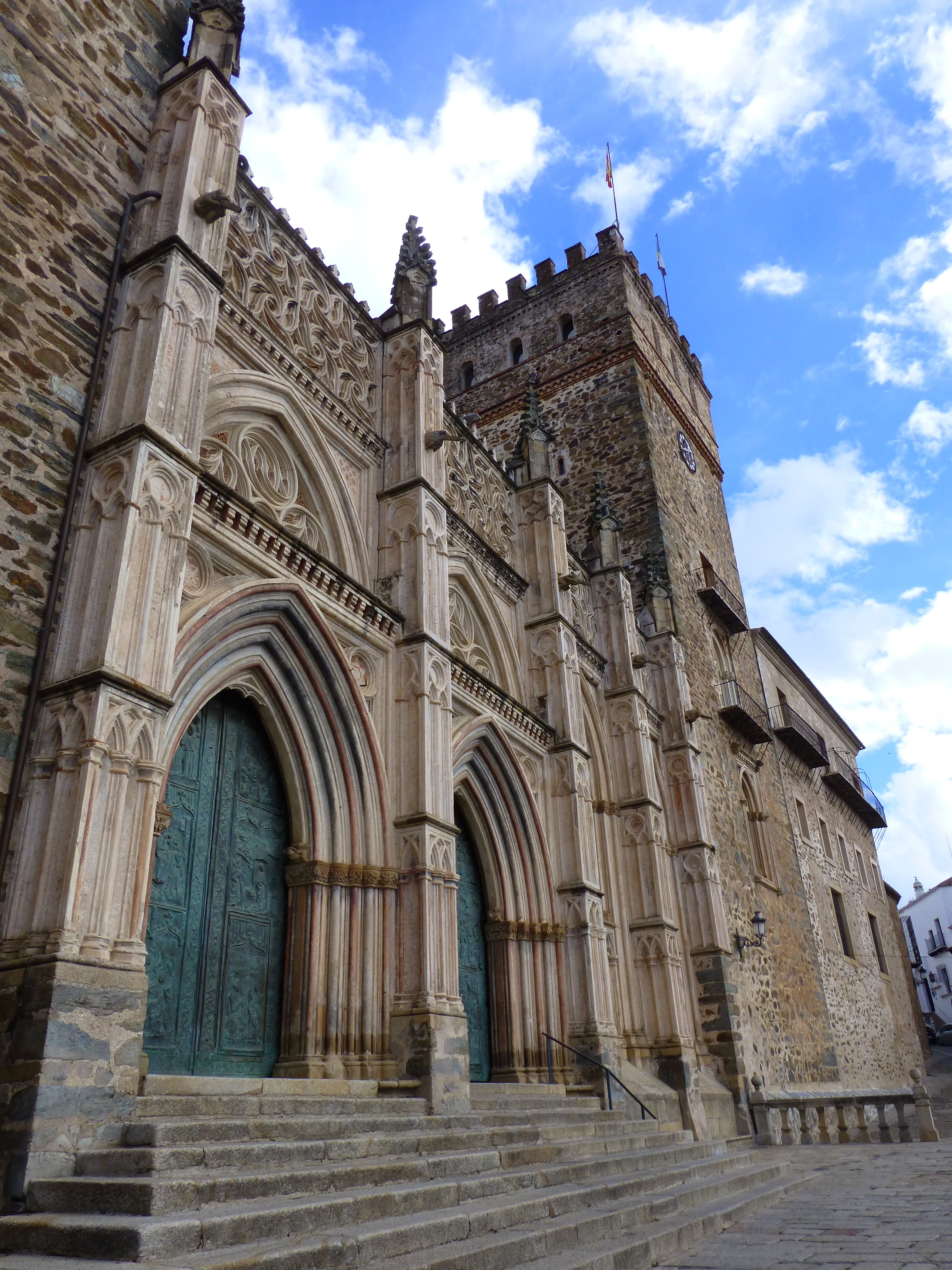
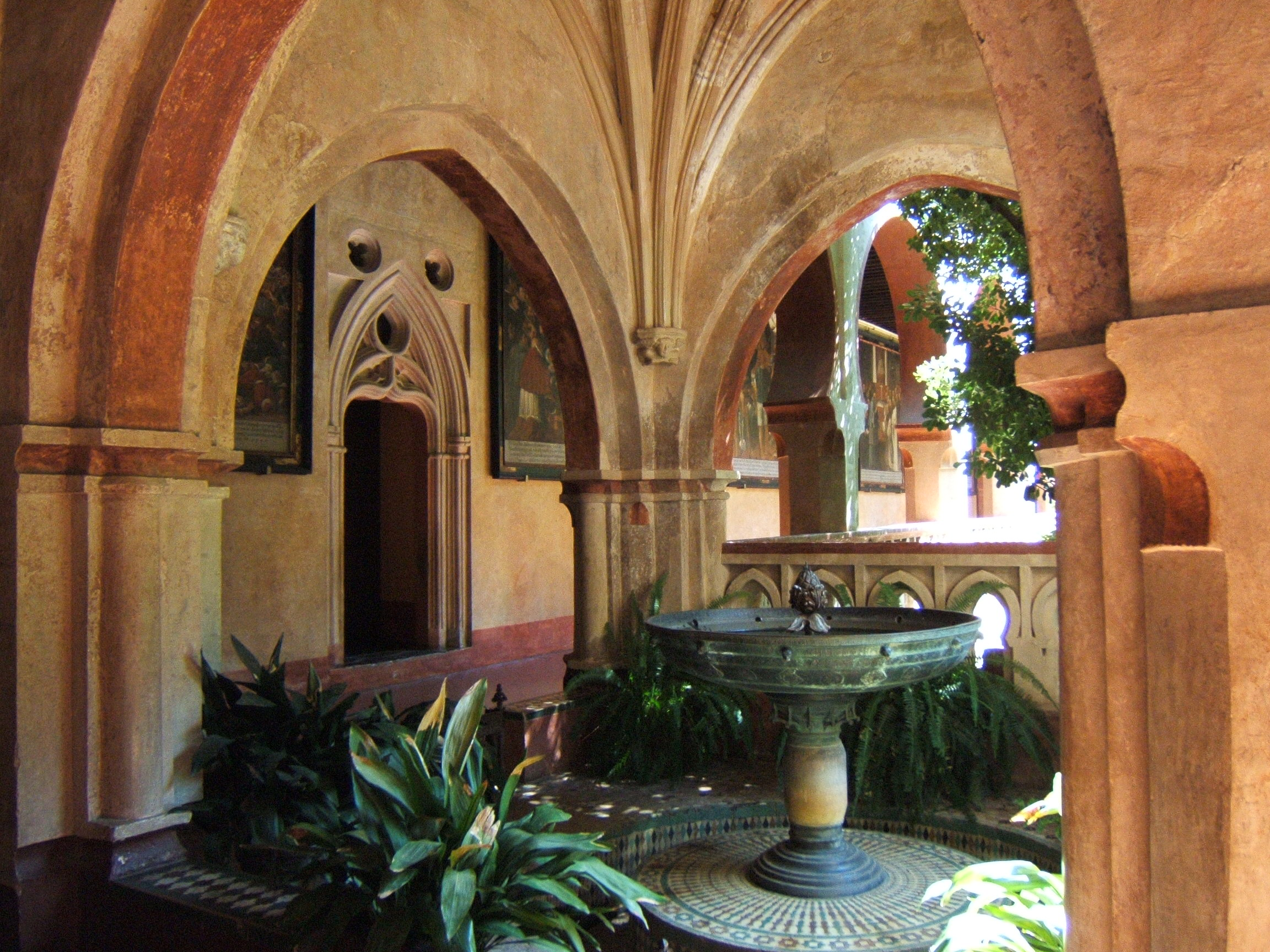
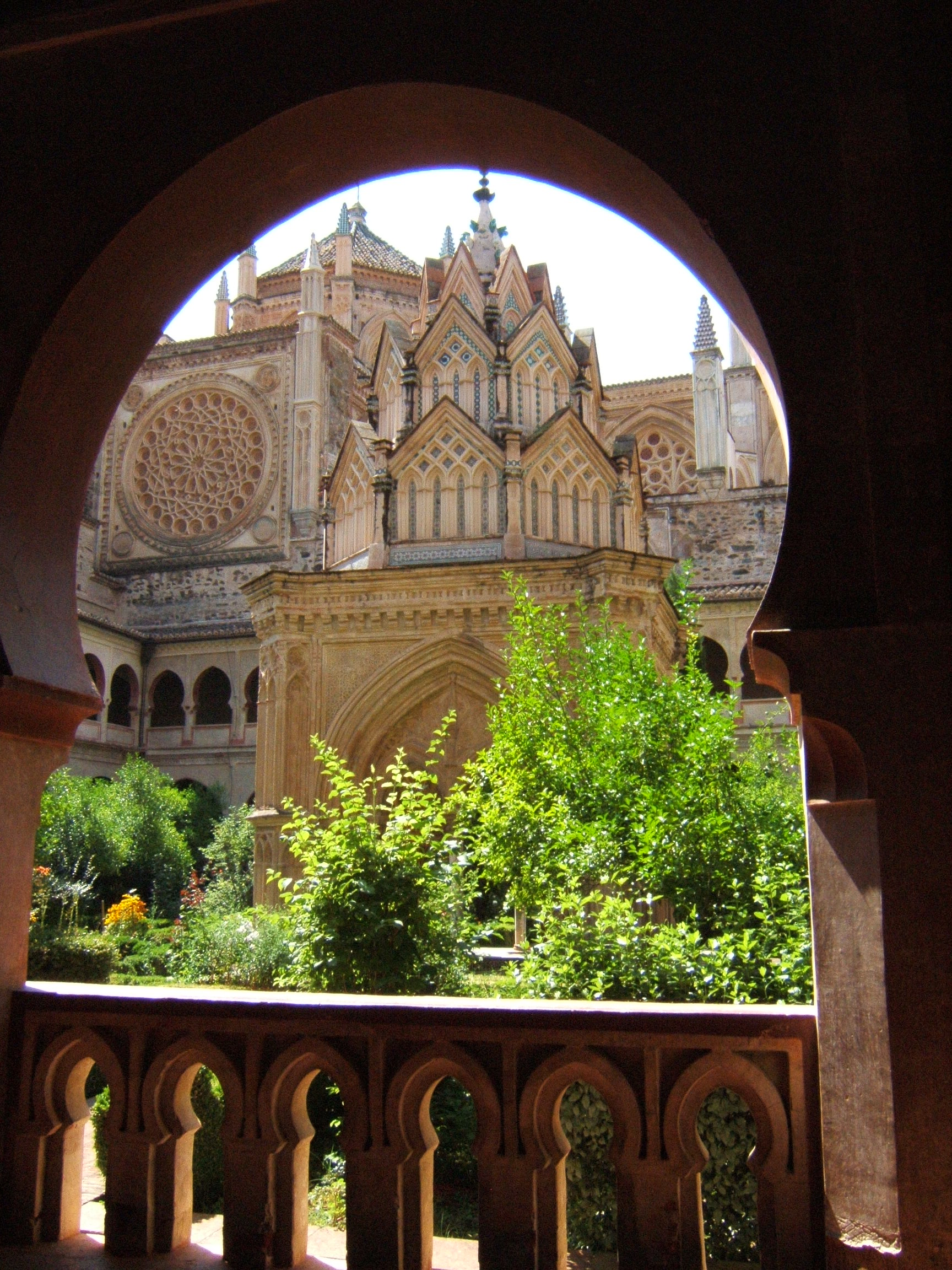
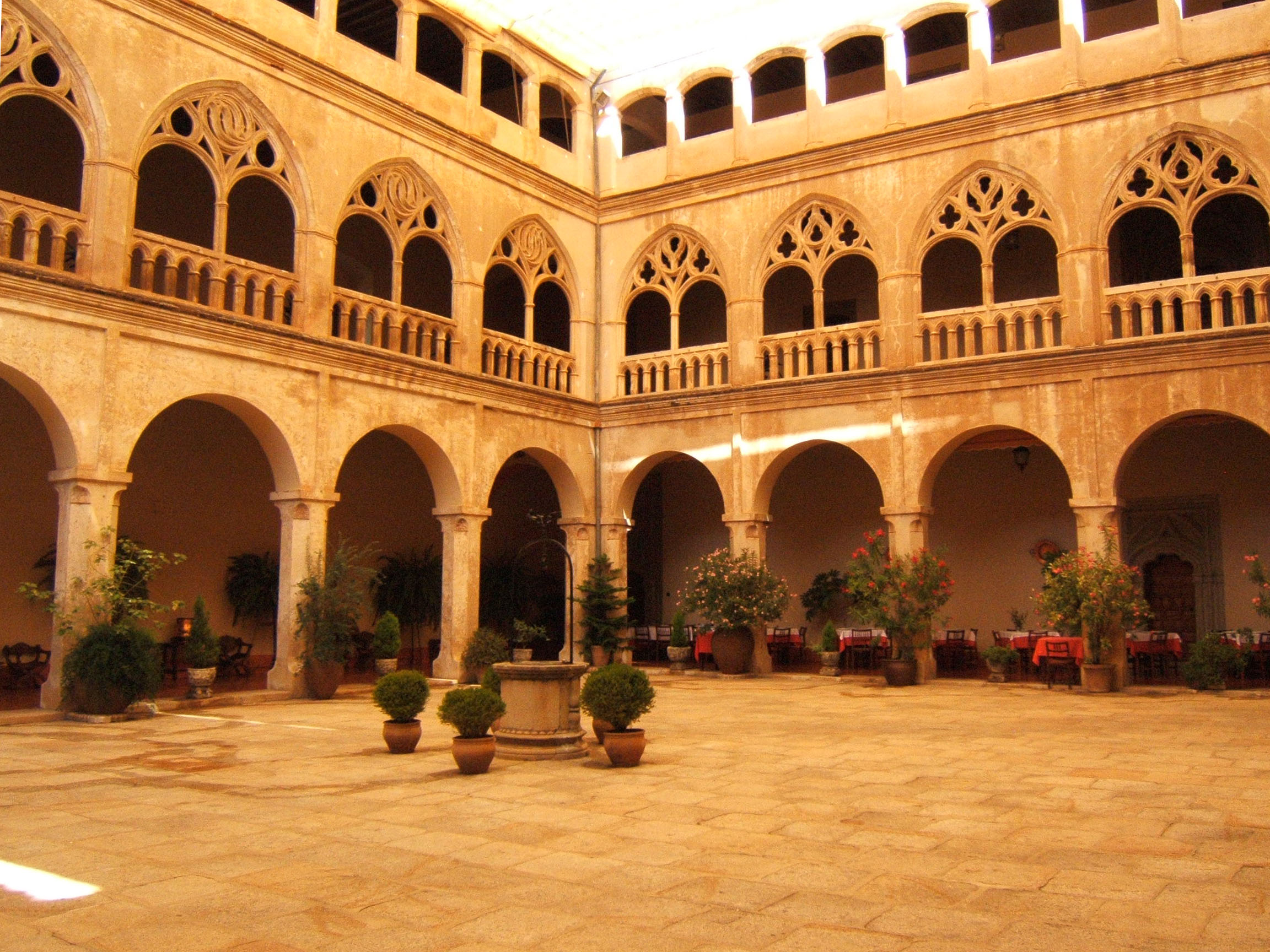
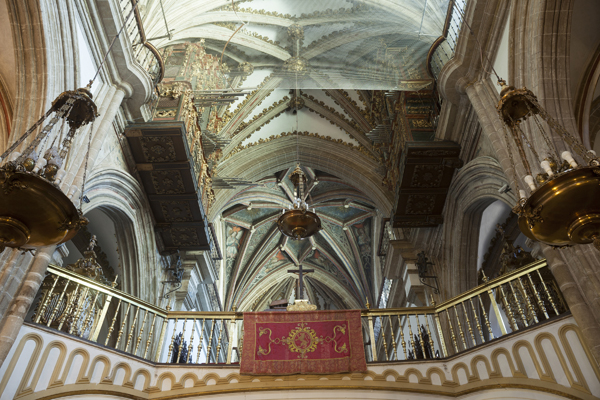
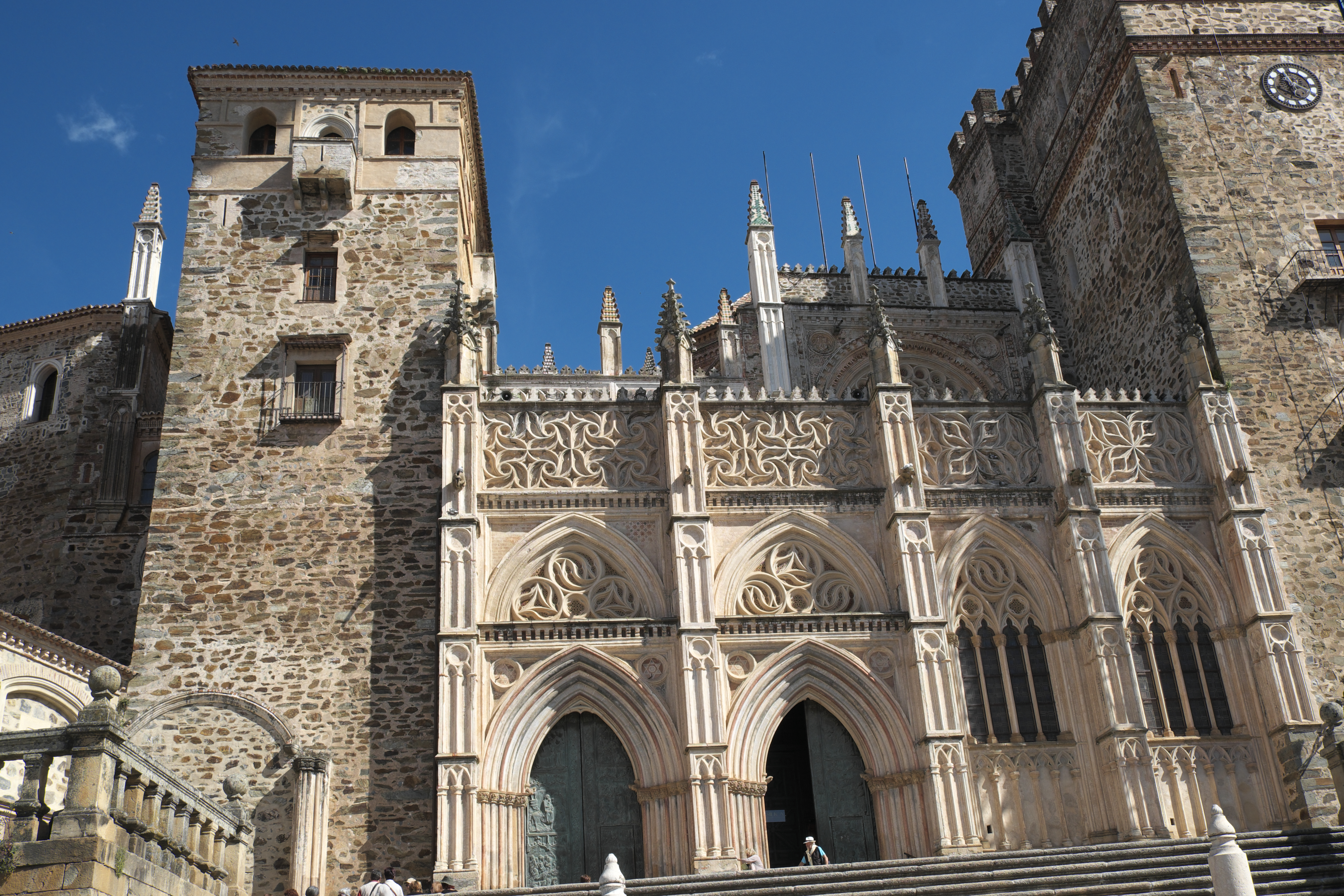
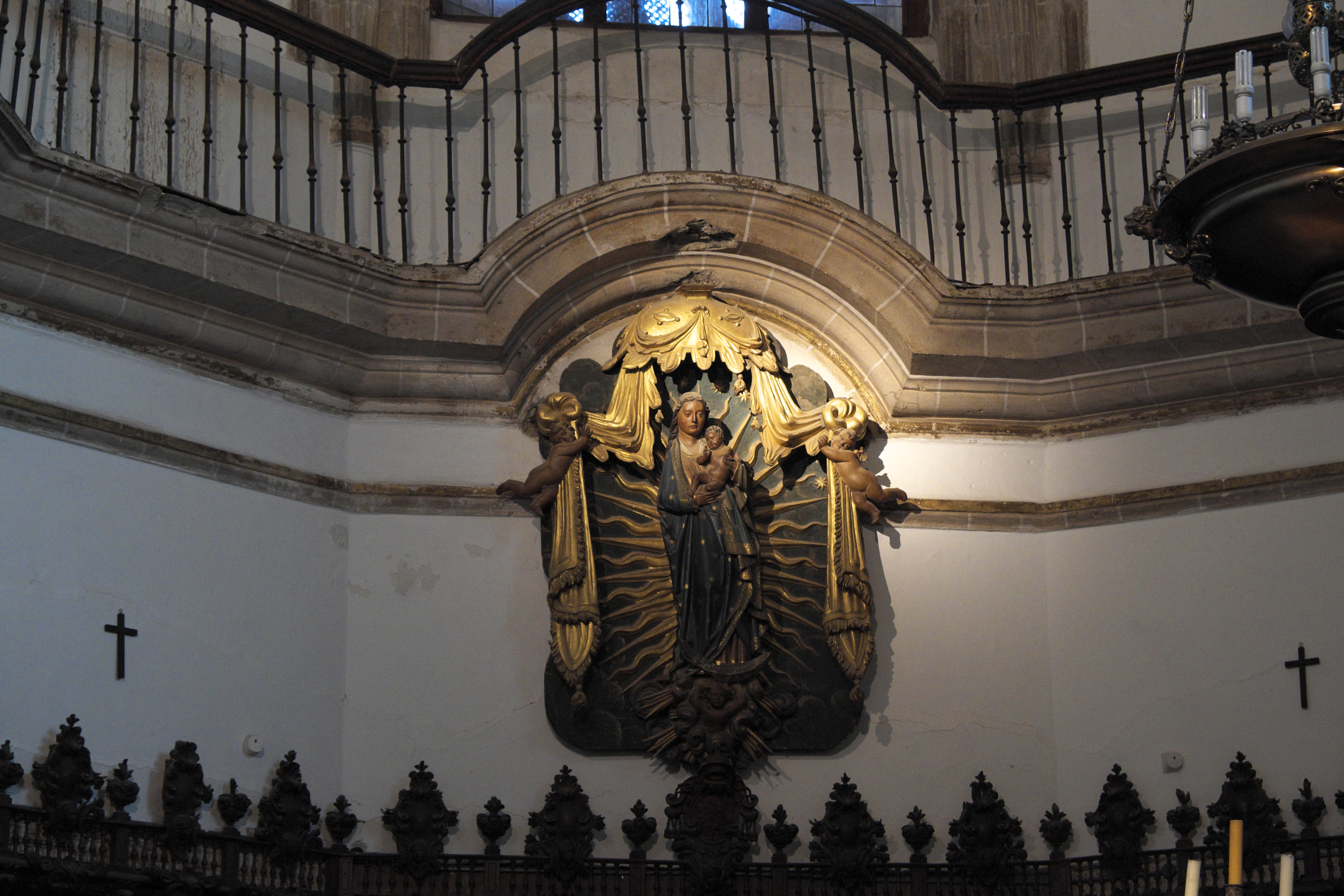
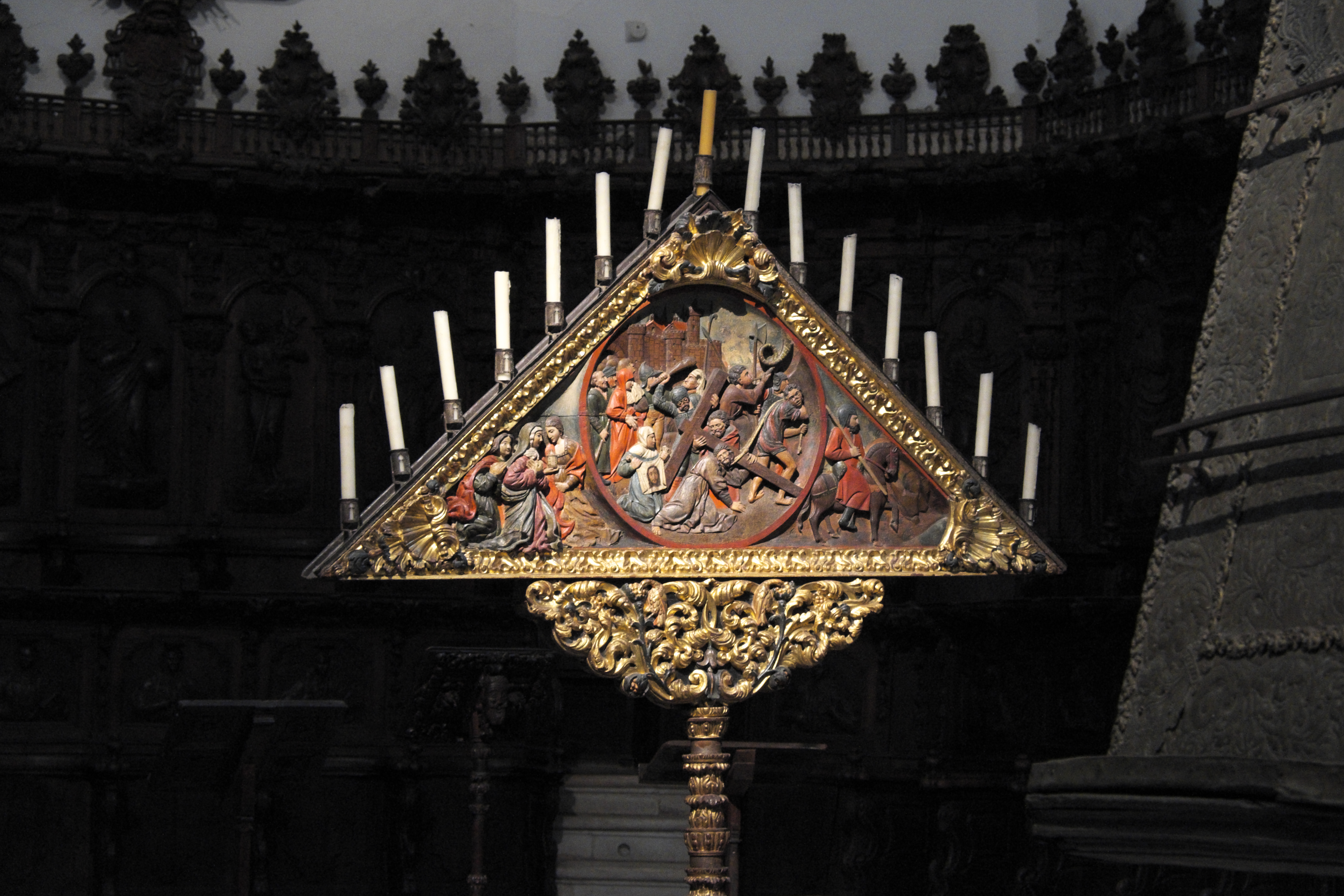
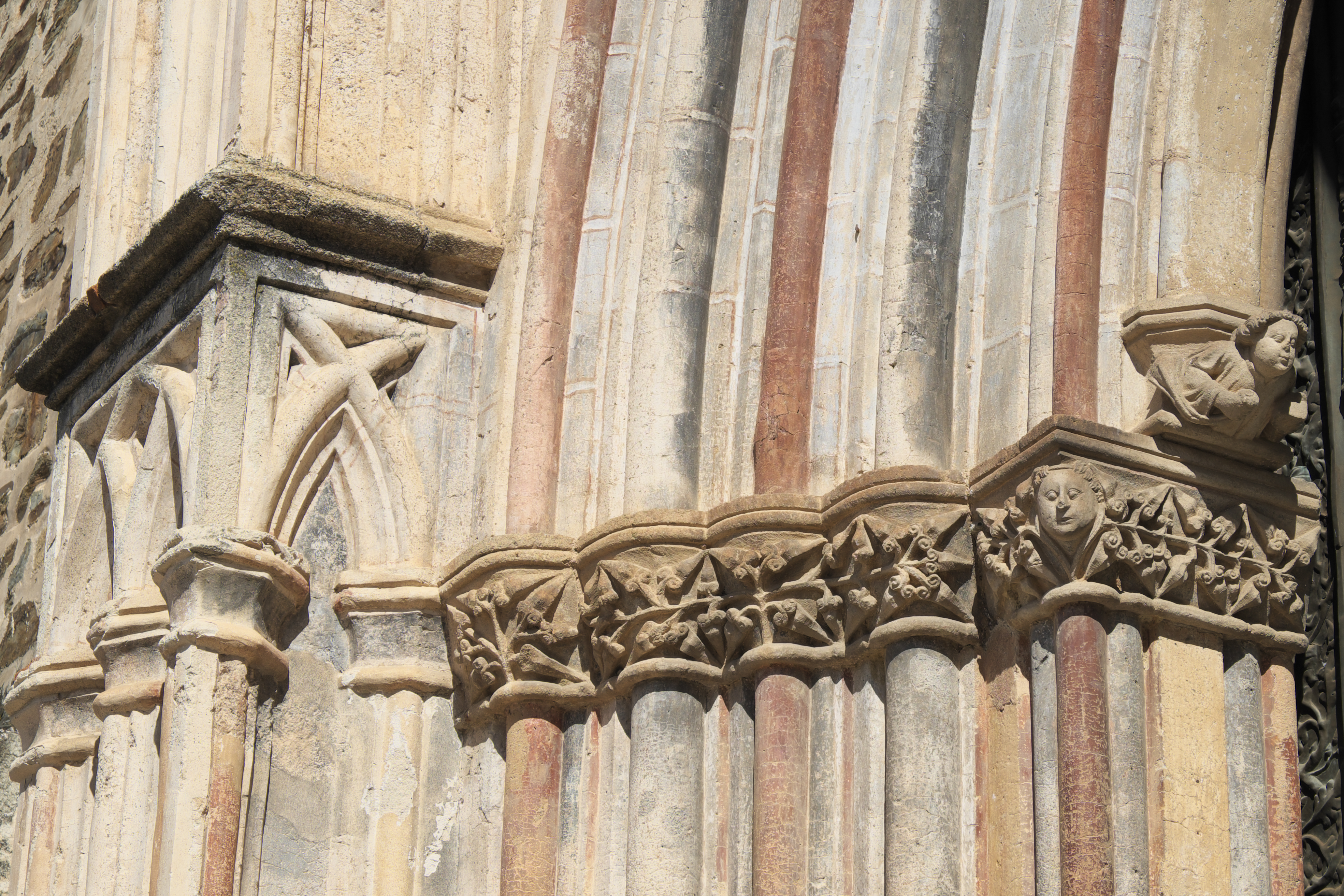
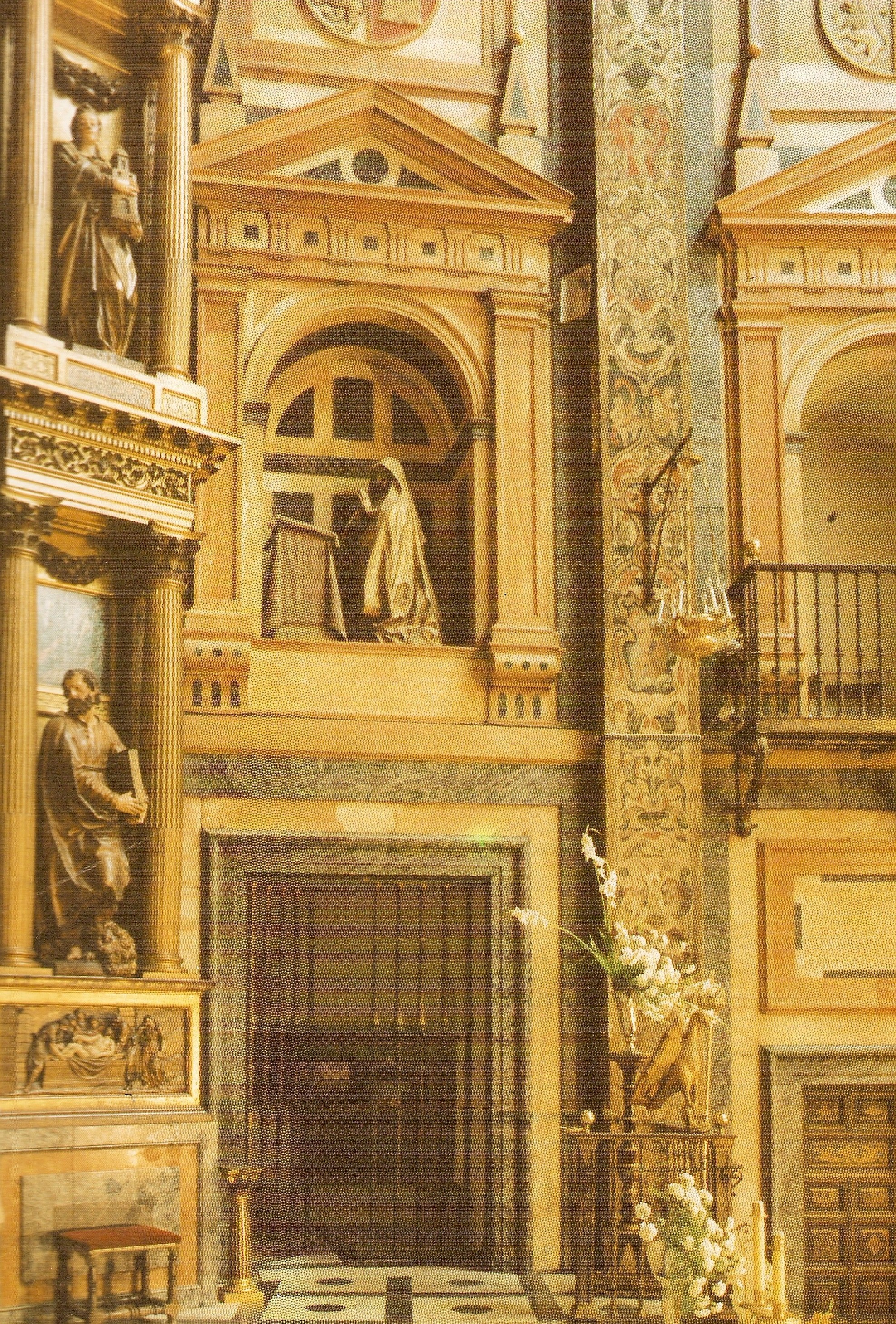
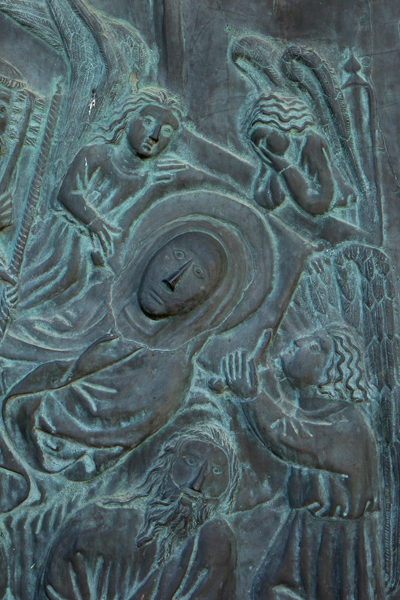
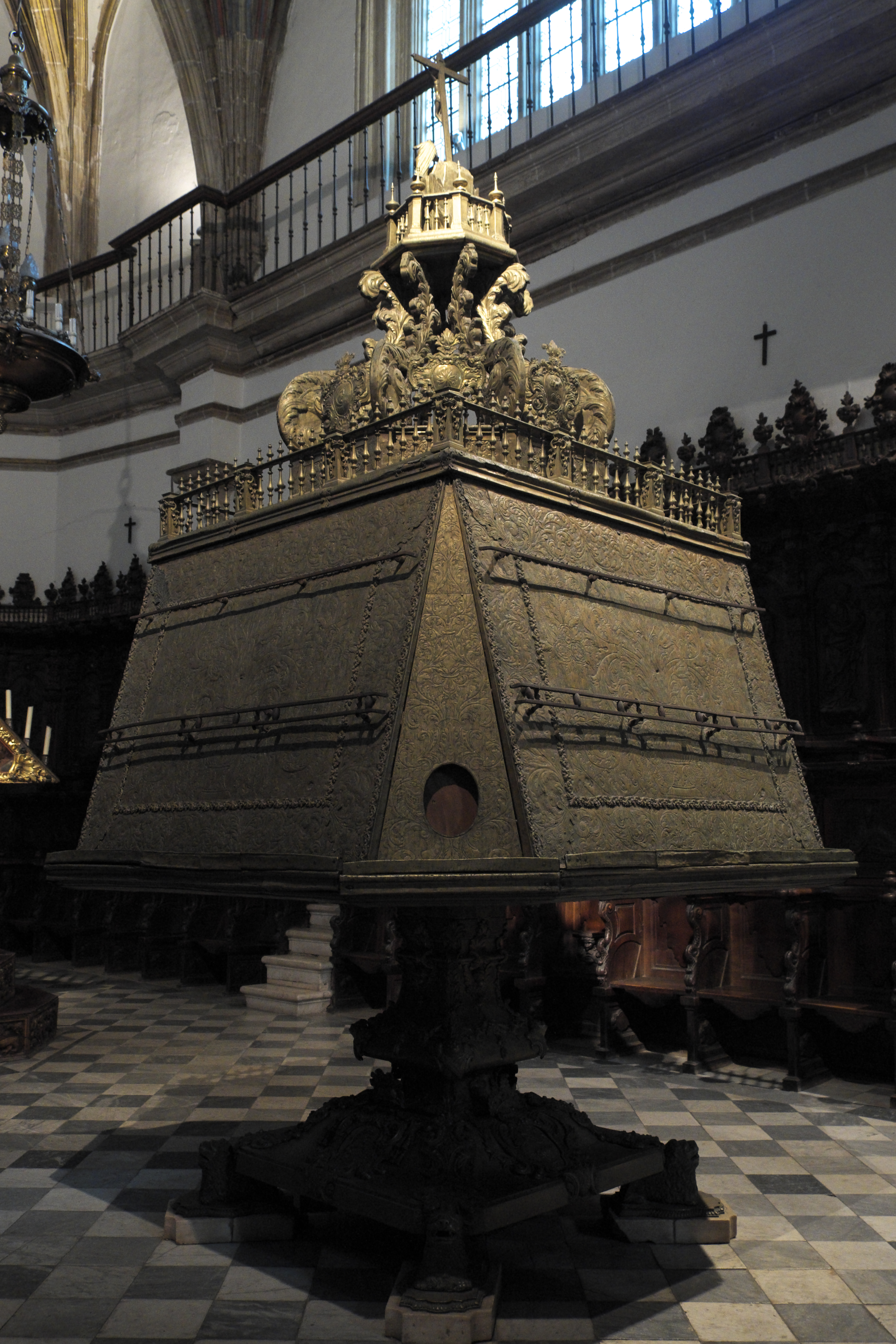
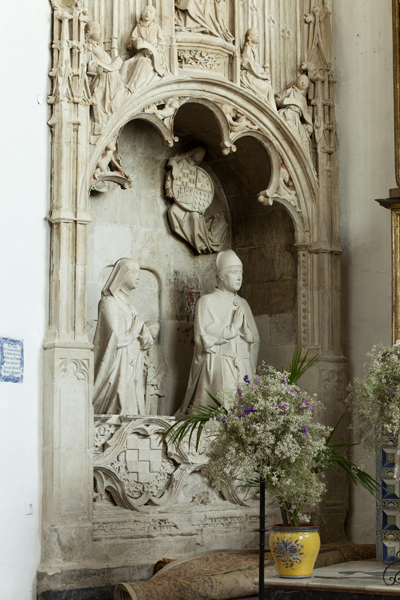

(avril 2021).